# Państwowa Średnia Szkoła Rolnicza w Białokrynicy
Państwowa Średnia Szkoła Rolnicza w Białokrynicy – dawna szkoła w Białokrynicy, działająca od roku szkolnego 1921/1922. Jej organizatorem i pierwszym dyrektorem (1921-1924) był inż. Henryk Tarłowski.
W Polsce międzywojennej była, obok Państwowej Średniej Szkoły Rolniczo-Leśnej w Żyrowicach, jedną z dwóch głównych szkół kształcących leśników i związana była wówczas organizacyjnie z Liceum Krzemienieckim. 18 czerwca 1929 wizytę w szkole złożył ówczesny polski prezydent Ignacy Mościcki. W 1948 w Brynku odbył się pierwszy powojenny zjazd absolwentów (wspólnie z absolwentami szkoły w Żyrowicach).
Część absolwentów szkoły (którzy jako leśnicy byli oficerami rezerwy) została zamordowana przez NKWD podczas wymierzonej w oficerów Wojska Polskiego zbrodni katyńskiej (np. podporucznik Tadeusz Borkowski, porucznik piechoty Józef Morże, podporucznik Włodzimierz Szczęsny).
Szkoła mieściła się w pałacu w Białokrynicy. Współcześnie w tym samym budynku nadal funkcjonuje szkoła leśna - Кременецький лісотехнічний фаховий коледж.